# ウーカシュ・カチュマレク
ウーカシュ・カチュマレク（Łukasz Kaczmarek、1994年6月29日 - ）は、ポーランドの男子バレーボール選手。ポーランド代表。

## 来歴

### クラブチーム
クロトシン出身。2011年、SMS Łódźに入団。2013年、Chełmiec Wałbrzychへ移籍し2シーズンプレーした。2015年、Cuprum Lubinへ移籍し3シーズンプレーした。2015/16シーズン、2016/17シーズンのポーランドプラスリーガで6位となった。2018年からはGrupa Azoty ZAKSAケンジェジン＝コジレと契約し、中心選手として活躍。2018/19シーズンはポーランドプラスリーガとポーランドカップで優勝を果たした。2019/20シーズンのプラスリーガでも優勝し2連覇に貢献した。2020/21シーズンは欧州チャンピオンズリーグで金メダルを獲得し、プラスリーガでは準優勝した。2021/22シーズンはプラスリーガ、ポーランドカップで優勝、欧州チャンピオンズリーグで金メダルを獲得し3つのタイトルを獲得した。2022/23シーズンは欧州チャンピオンズリーグではベストスコアラー賞とベストスパイカー部門1位になる活躍で3連覇に大きく貢献した。

### 代表チーム
2017年、シニアのポーランド代表に初選出され、同年のワールドリーグでデビューした。2019年、ワールドカップで銀メダルを獲得した。2021年、ネーションズリーグで銀メダルを獲得した。同年8月の東京五輪に出場した。2022年、世界選手権に出場し銀メダルを獲得した。2023年、ネーションズリーグで金メダルを獲得し、自身はベストオポジット賞を受賞した。

## 球歴
- オリンピック - 2021年、2024年
- 世界選手権 - 2022年
- ワールドカップ - 2019年
- ネーションズリーグ - 2018年、2019年、2021年、2022年、2023年
- 欧州選手権 - 2021年

## 受賞歴
- 2019年 - ポーランドカップ ベストオポジット賞
- 2019年 - ポーランドスーパーカップ MVP
- 2021年 - 2020/21欧州チャンピオンズリーグ ベストオポジット賞
- 2022年 - 2021/22ポーランドプラスリーガ ベストオポジット賞
- 2023年 - 2022/23欧州チャンピオンズリーグ ベストスコアラー賞
- 2023年 - ネーションズリーグ ベストオポジット賞

## 所属クラブ
- SMS Łódź（2011-2013年）
- Chełmiec Wałbrzych（2013-2015年）
- Cuprum Lubin（2015-2018年）
- Grupa Azoty ZAKSA Kędzierzyn-Koźle（2018-2024年）
- Jastrzębski Węgiel（2024年-）